# Tiphia hispanica
Tiphia hispanica is een vliesvleugelig insect uit de familie van de keverdoders (Tiphiidae). De wetenschappelijke naam van de soort is voor het eerst geldig gepubliceerd in 1930 door Dusmet y Alonso.